# 秀容郡
秀容郡，中国南北朝时设置的郡。
北魏永兴二年（410年）置秀容郡，治所在秀容县（今山西省忻州市西北五十五里杨庄附近）。辖境相当今山西忻州市、原平市等地。太平真君七年（446年）并肆卢郡、敷城郡二郡入秀容郡，属肆州。领四县，秀容、石城、肆卢、敷城。11506户，47024口。东魏天平二年（535年）侨置恒州于秀容郡城，北齐废秀容郡。